# Spaltkeil (Kreissäge)

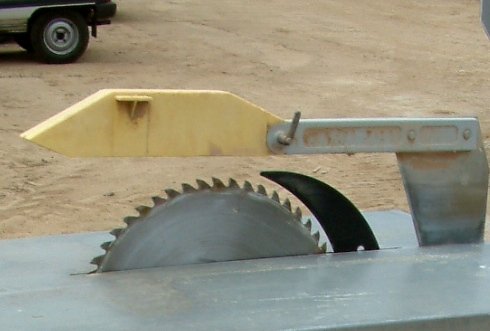
Tischkreissäge mit Spaltkeil (schwarz, rechts vom Sägeblatt)

Ein Spaltkeil ist eine Schutzeinrichtung an einer Kreissäge. Anders als andere Keile ist ein Spaltkeil durchgängig gleichmäßig dick. Allerdings hat er häufig eine dreiecks- bis sensenförmige Seitenansicht.

## Aufbau
Der Spaltkeil besteht aus einem sich nach oben verjüngenden, bogenförmigen Metallstück (meist Federstahl), das in Schnittrichtung hinter dem Sägeblatt exakt fluchtend zu dessen Ebene zwangsgeführt an der Säge angebracht ist. Er kann vertikal und horizontal verstellbar sein, um ihn verschiedenen Blattgrößen anzupassen. Der innere Bogen soll mit einem Abstand bis 8 mm, bei älteren Kreissägen bis 10 mm und bei Handkreissägen bis 5 mm zum Schneidenflugkreis des Sägeblatts eingestellt werden, dabei gilt so dicht wie möglich. Die Spaltkeilhöhe soll ca. 2 mm unterhalb der größten Sägeblatthöhe eingestellt werden. Die genauen Vorschriften dazu sind zum Beispiel in der europäischen Norm EN1870-1 festgelegt. Federstahl kann Verformungen besser als normale Stähle verkraften. Das bedeutet, dass nach der elastischen Verformung der Spaltkeil wieder in seine Ausgangslage zurückkehren kann.

Um seine Wirkung zu entfalten und das Einklemmen des Sägeblatts zu verhindern, muss der Spaltkeil dünner als die Schnittfuge (Zahnbreite) und dicker als das Stammblatt des Sägeblattes sein. Daraus ergibt sich die Formel für die ideale Spaltkeildicke: (Schnittfuge + Stammblatt) / 2.

## Schutzwirkung
Der Spaltkeil verhindert ein Einklemmen des Sägeblattes in der Schnittfuge. Ein Verklemmen des Sägeblatts tritt auf,
- wenn durch Spannungen im Holz, beim Auftrennen, die Schnittfuge hinter dem Sägeblatt zusammengedrückt wird und das Sägeblatt einklemmt.
- wenn beim von Breite schneiden, mit nicht zurückgeschobenen Parallelanschlag, der gesägte Teil des Werkstücks hinter dem Sägeblatt verformt und das Sägeblatt einklemmt.
- wenn beim Sägen mit der Handkreissäge das Werkstück nicht Sicher aufliegt und dadurch die Schnittfuge hinter der Säge zusammen gedrückt wird und das Sägeblatt einklemmt.

Das Verklemmen des Sägeblatts vor der Drehachse führt zum Abbremsen der Säge.
Ein Verklemmen hinter der Drehachse führt bei einer Tischkreissäge zum Hochschlagen des Werkstücks.
Kraftvolle Kreissägen können kleinere Werkstücke mit großer Geschwindigkeit wegkatapultieren.
Bei einer Handkreissäge führt das Verklemmen des Sägeblatts zum Zurückschlagen der Säge.
Um in diesem Fall den Kontakt mit dem laufenden Sägeblatt zu vermeiden, besitzen gewöhnliche Handkreissägen eine Abdeckung, die unter Federdruck vor das Sägeblatt klappt. Bei Tauchsägen fährt das Sägeblatt hoch. Zusätzlich wird bei modernen Kreissägen das Sägeblatt elektrisch abgebremst, sobald der Schalter losgelassen wird.
In jedem Fall kann es beim Verklemmen des Sägeblatts zu schweren Verletzungen kommen.
Zusätzlich verhindert der Spaltkeil ein versehentliches Berühren des Sägeblatts von hinten.
Ein zusätzlicher Schutz ist die mit dem Sägetisch verbundene obere Abdeckung, meist aus einem Hartholzteil mit mehrfacher Breite des Keils, die als „Verlängerung“ des Keils nach vorn wirkt und bei einem eventuell (durch zu hohen Vorschubdruck) doch verklemmten Werkstück dieses zurückhält. Bei Sägen über einem bestimmten Blattdurchmesser ist nach den gültigen Unfallverhütungsvorschriften (UVV) eine Abdeckhaube vorgeschrieben, die Blatt und Spaltkeil abdeckt.
Bei langen und großen Werkstücken wie im Sägewerksbereich werden auch Treibkeile eingesetzt, die von hinten in die Schnittfuge getrieben werden, um zu verhindern, dass diese sich schließt und seitlicher Druck auf das Sägeblatt kommt.